# Rhipidia lichnophora
Rhipidia lichnophora är en tvåvingeart som först beskrevs av Alexander 1962.  Rhipidia lichnophora ingår i släktet Rhipidia och familjen småharkrankar.
Artens utbredningsområde är Bolivia. Inga underarter finns listade i Catalogue of Life.